# Richard von Corswant
Richard Friedrich Karl Ernst von Corswant (* 18. August 1841 in Krummin; † 2. September 1904 in Zinnowitz) war ein deutscher Rittergutsbesitzer und Parlamentarier.

## Leben
Seine Eltern waren Marie Neumann (1820–1901) und der vormalige Gutsbesitzer auf Crummin Heinrich Cäsar von Corswant (1811–1882). Richard von Corswant studierte Rechts- und Staatswissenschaften an der Ruprecht-Karls-Universität Heidelberg und der Friedrich-Wilhelms-Universität Berlin. 1861 wurde er Mitglied des Corps Vandalia Heidelberg. Nach dem Studium bewirtschaftete er das väterliche Rittergut Krummin, dessen Besitzer er 1873 wurde. Krummin hatte Ende des 19. Jahrhunderts einen Umfang von 705 ha, davon nur 30 ha Wald. Die damalige Schreibweise war noch Crummin.
Von 1873 bis 1879 saß Corswant für den Wahlkreis Stettin 1 (Demmin, Anklam, Usedom-Wollin) im Preußischen Abgeordnetenhaus. Er gehörte der Fraktion der Freikonservativen Partei an.
Richard von Corswant heiratete 1872 in Wolgast die dort gebürtige Karoline Friedrike Dorothea Mathilde Schmidt. Das Ehepaar hatte vier Kinder, von denen Tochter Hedwig sehr jung verstarb. Die Malerin Elsa von Corswant (1875–1957) war die zweite Tochter. Das Gut erbte zunächst der ältere Sohn, Hauptmann Otto von Corswant, dann der jüngere Sohn Dr. jur., Regierungsrat und Rittmeister a. D., Richard von Corswant (1882–1940). Dessen Witwe Charlotte, verwitwete Lindner und verwitwete Meyer zu Konow, geborene Ehrich, später in Stettin lebte.